# Boncourt-sur-Meuse
Pour les articles homonymes, voir Boncourt.
Boncourt-sur-Meuse est une commune française située dans le département de la Meuse, en région Grand Est.

## Géographie

### Situation
Boncourt-sur-Meuse est unj village de Lorraine du Barrois qui se troupe en périphérie nord de Commercy, à 30 km à vol d'oiseau à l'est de Bar-le-Duc, 10 km au sud de Saint-Mihiel, 37 km au sud-ouest de Pont-à-Mousson, 46 km au nord-ouest de Nancy, 28 km au nord-ouest de Toul et 22 km au nord-est de Ligny-en-Barrois.
La commune fait partie du parc naturel régional de Lorraine.
La commune se trouve dans l'aire d'attraction de Commercy ainsi que dans son bassin de vie, et dans la zone d'emploi de Bar-le-Duc.

#### Communes limitrophes
Les communes limitrophes sont  Apremont-la-Forêt, Girauvoisin, Lérouville, Mécrin, Pont-sur-Meuse, Saint-Julien-sous-les-Côtes et Vignot.
| Mécrin         | Saint-Julien-sous-les-Côtes | Saint-Julien-sous-les-Côtes |
| Pont-sur-Meuse | Boncourt-sur-Meuse          | Saint-Julien-sous-les-Côtes |
| Pont-sur-Meuse | Pont-sur-Meuse              | Vignot                      |

### Géologie et relief
La superficie de la commune est de 10,84 km2 ; son altitude varie de 225  à   379 mètres.

### Hydrographie

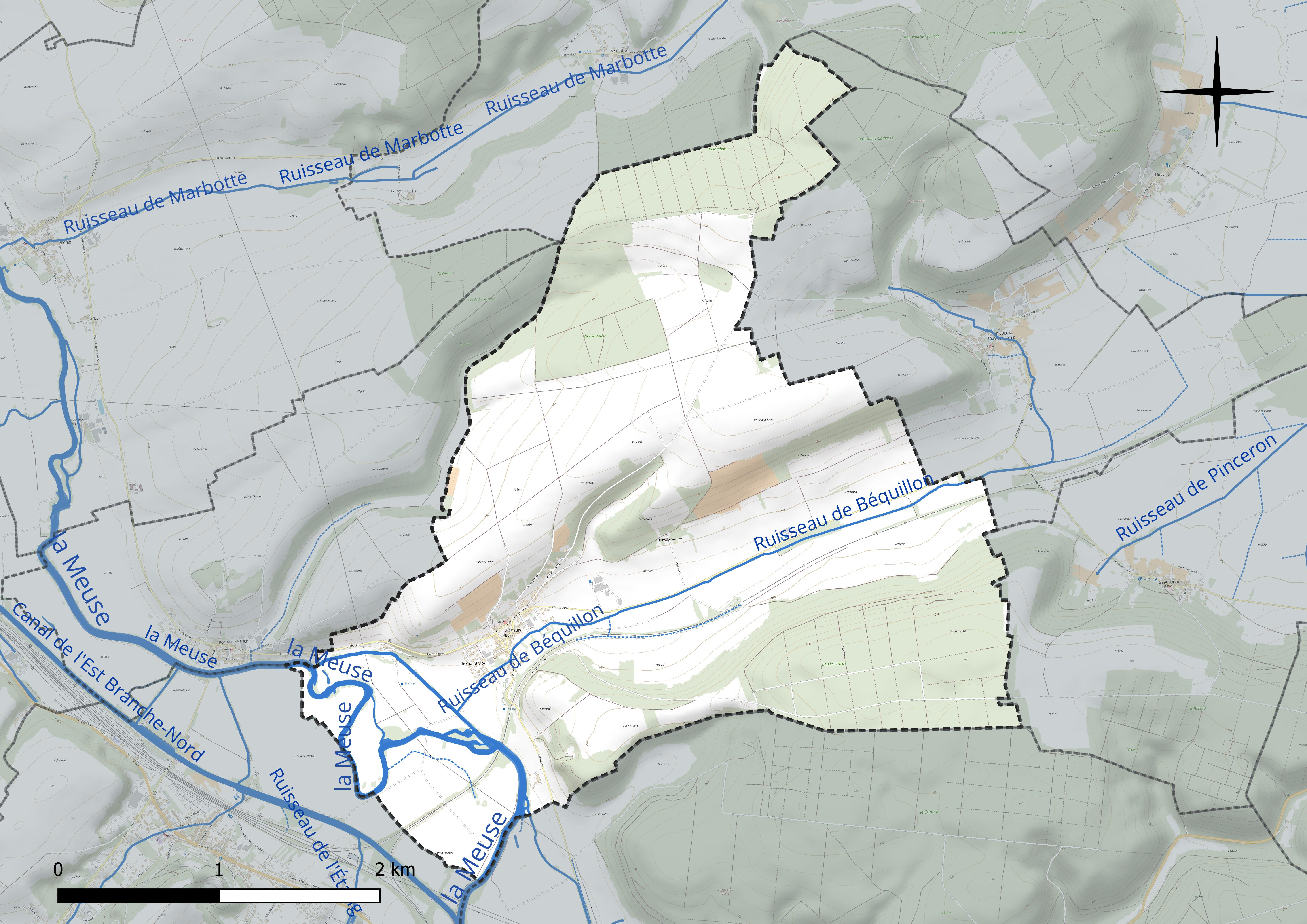
Réseau hydrographique de Boncourt-sur-Meuse.

La commune est traversée par la ligne de partage des eaux entre les bassins versants du Rhin et de la Meuse au sein du bassin Rhin-Meuse.
Elle est drainée par la Meuse, le ruisseau de Bequillon et le canal du Moulin de Boncourt,.
La Meuse, d'une longueur de 486 km dans sa partie française, est un fleuve européen qui prend sa source en France, dans la commune du Châtelet-sur-Meuse, à 409 mètres d'altitude, et se jette dans la mer du Nord après un cours long d'approximativement 950 kilomètres traversant la France, la Belgique et les Pays-Bas. Les caractéristiques hydrologiques de la Meuse sont données par la station hydrologique située sur la commune de Commercy. Le débit moyen mensuel est de 22,9 m3/s. Le débit moyen journalier maximum est de 473 m3/s, atteint lors de la crue du 31 décembre 2001. Le débit instantané maximal est quant à lui de 598 m3/s, atteint le même jour.
Une société de pêche se trouve à Boncourt

### Climat
Pour des articles plus généraux, voir Climat du Grand Est et Climat de la Meuse.
En 2010, le climat de la commune est de type climat de montagne, selon une étude du Centre national de la recherche scientifique s'appuyant sur une série de données couvrant la période 1971-2000. En 2020, Météo-France publie une typologie des climats de la France métropolitaine dans laquelle la commune est exposée à un climat océanique altéré et est dans la région climatique Lorraine, plateau de Langres, Morvan, caractérisée par un hiver rude (1,5 °C), des vents modérés et des brouillards fréquents en automne et hiver.
Pour la période 1971-2000, la température annuelle moyenne est de 9,7 °C, avec une amplitude thermique annuelle de 16,3 °C. Le cumul annuel moyen de précipitations est de 929 mm, avec 13,3 jours de précipitations en janvier et 9,5 jours en juillet. Pour la période 1991-2020, la température moyenne annuelle observée sur la station météorologique de Météo-France la plus proche, « Erneville aux Bois_sapc », sur la commune d'Erneville-aux-Bois à 13 km à vol d'oiseau, est de 9,9 °C et le cumul annuel moyen de précipitations est de 1 021,5 mm. 
La température maximale relevée sur cette station est de 39,4 °C, atteinte le 25 juillet 2019 ; la température minimale est de −24,2 °C, atteinte le 18 février 1956,,.
Les paramètres climatiques de la commune ont été estimés pour le milieu du siècle (2041-2070) selon différents scénarios d'émission de gaz à effet de serre à partir des nouvelles projections climatiques de référence DRIAS-2020. Ils sont consultables sur un site dédié publié par Météo-France en novembre 2022.

## Urbanisme

### Typologie
Au 1er janvier 2024, Boncourt-sur-Meuse est catégorisée commune rurale à habitat dispersé, selon la nouvelle grille communale de densité à sept niveaux définie par l'Insee en 2022.
Elle est située hors unité urbaine. Par ailleurs la commune fait partie de l'aire d'attraction de Commercy, dont elle est une commune de la couronne,. Cette aire, qui regroupe 19 communes, est catégorisée dans les aires de moins de 50 000 habitants,.

### Occupation des sols

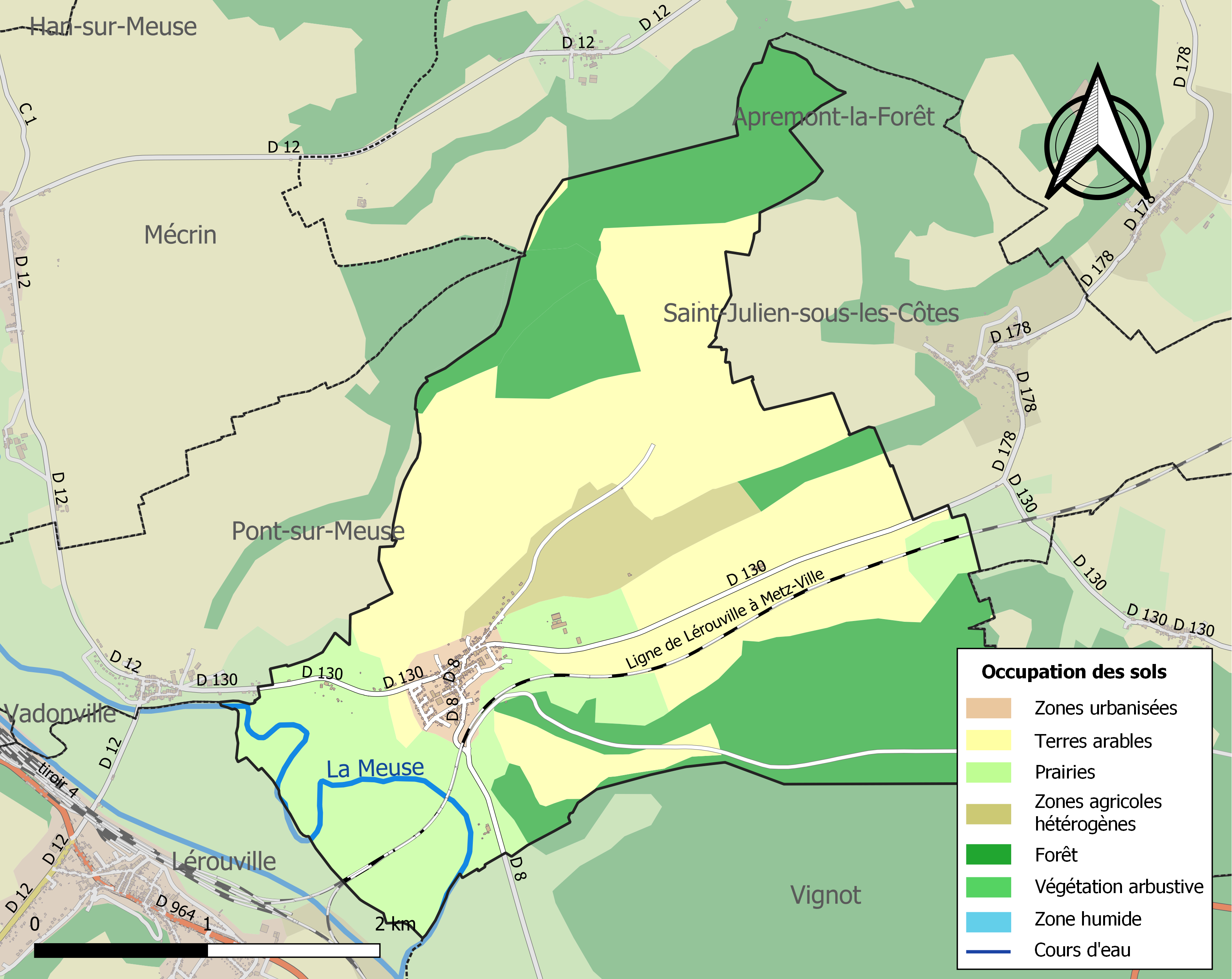
Carte des infrastructures et de l'occupation des sols de la commune en 2018 (CLC).

L'occupation des sols de la commune, telle qu'elle ressort de la base de données européenne d’occupation biophysique des sols Corine Land Cover (CLC), est marquée par l'importance des territoires agricoles (66,7 % en 2018), une proportion sensiblement équivalente à celle de 1990 (66,1 %).
La répartition détaillée en 2018 est la suivante : terres arables (41,6 %), forêts (31 %), prairies (19,6 %), zones agricoles hétérogènes (5,5 %), zones urbanisées (2,3 %).
L'évolution de l’occupation des sols de la commune et de ses infrastructures peut être observée sur les différentes représentations cartographiques du territoire : la carte de Cassini (XVIIIe siècle), la carte d'état-major (1820-1866) et les cartes ou photos aériennes de l'IGN pour la période actuelle (1950 à aujourd'hui).

### Habitat et logement
En 2016 et 2021, le nombre total de logements dans la commune était de 152, alors qu'il était de 151 en 2011.
Parmi ces logements, 94,7 % étaient des résidences principales, 2,6 % des résidences secondaires et 2,6 % des logements vacants. Ces logements étaient pour 93,4 % d'entre eux des maisons individuelles et pour 6,6 % des appartements.
Le tableau ci-dessous présente la typologie des logements à Boncourt-sur-Meuse en 2021 en comparaison avec celle de la Meuse et de la France entière. Une caractéristique marquante du parc de logements est ainsi la faible proportion des résidences secondaires et logements occasionnels (2,6 %) par rapport au département (4,8 %) et à la France entière (9,7 %).
| Typologie                                               | Boncourt-sur-Meuse | Meuse | France entière |
| ------------------------------------------------------- | ------------------ | ----- | -------------- |
| Résidences principales (en %)                           | 94,7               | 83,2  | 82,2           |
| Résidences secondaires et logements occasionnels (en %) | 2,6                | 4,8   | 9,7            |
| Logements vacants (en %)                                | 2,6                | 12    | 8,1            |

### Voies de communication et transports
Boncourt-sur-Meuse est aiséemnt accessible depuis l'ancienne route nationale 64. La RD 8 lui donne également accès à Commercy.
La commune est traversée par la ligne de Lérouville à Metz-Ville. La station de chemin de fer la plus proche est la gare de Lérouville, desservie par les trains TER Grand Est, sur la relation de Bar-le-Duc à Metz dont certaines missions sont amorcées ou prolongées à Épernay, Nancy et Lunéville.

## Toponymie

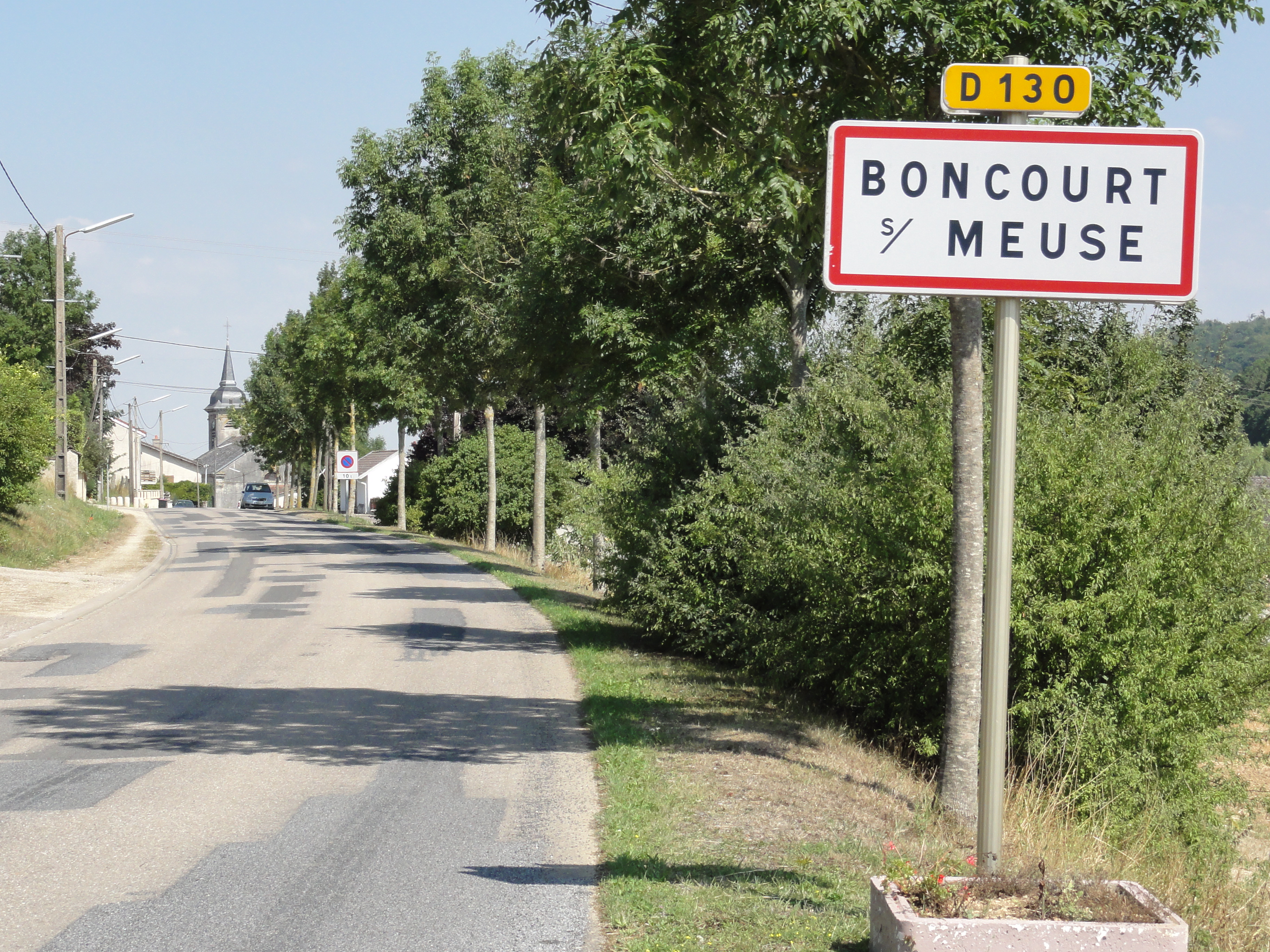

Elle est l'une des six communes françaises à porter le nom de Boncourt.
Le nom de la localité est attesté sous les formes Bonone-curtis (763) ; Buincort (1213) ; Boncort (1229) ; Boncuria (1402) ; Bona-curtis (1711).
Comme son nom le suggère, la commune est drainée par la Meuse.

## Histoire

### Révolution française et Empire
La commune, instituée par la Révolution française, absorbe entre 1790 et 1794 celle du Petit-Mandre.

### Époque contemporaine

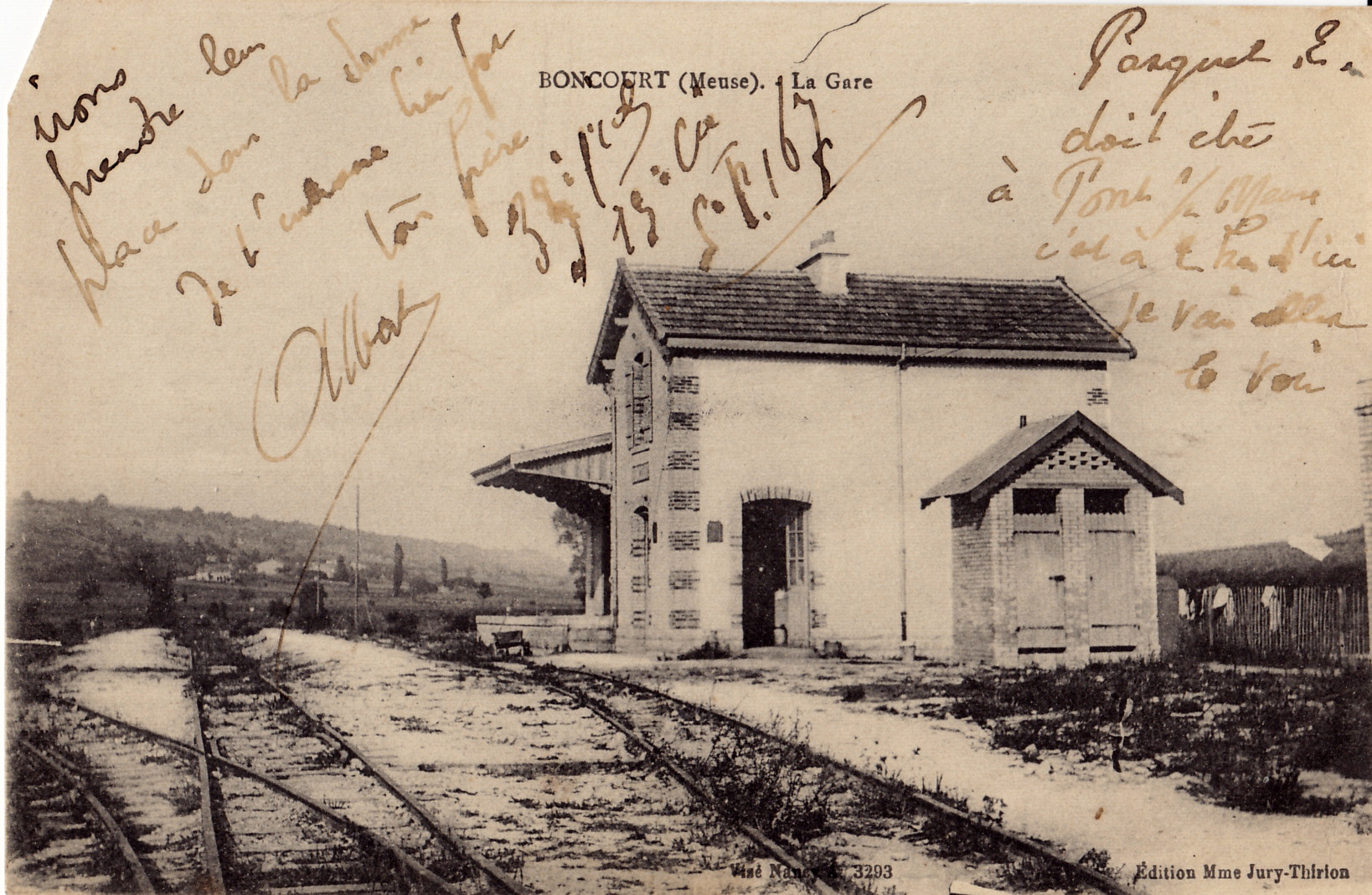
La gare de Boncourt

Durant la Première Guerre mondiale, le village subit des destructions et a  été décoré de la Croix de guerre 1914-1918, le 24 mars 1921.
A la fin de la Seconde Guerre mondiale, la veille de la libération du village, les SS tuent neuf habitants et résistants, le 1er septembre 1944.

## Politique et administration

### Rattachements administratifs et électoraux

#### Rattachements administratifs
La commune se trouve dans l'arrondissement de Commercy du département de la Meuse.
Elle faisait partie depuis 1801 du canton de Commercy. Dans le cadre du redécoupage cantonal de 2014 en France, cette circonscription administrative territoriale a disparu, et le canton n'est plus qu'une circonscription électorale.

#### Rattachements électoraux
Pour les élections départementales, la commune fait partie depuis 2014 d'un nouveau canton de Commercy réduit de 19 à 14 communes.
Pour l'élection des députés, elle fait partie de la première circonscription de la Meuse.

### Intercommunalité
Boncourt-sur-Meuse était membre de la communauté de communes du Pays de Commercy, un établissement public de coopération intercommunale (EPCI) à fiscalité propre créé en 1998 et auquel la commune avait transféré un certain nombre de ses compétences, dans les conditions déterminées par le code général des collectivités territoriales.
Dans le cadre des dispositions de la loi portant nouvelle organisation territoriale de la République du 7 août 2015, qui prévoit que les établissements publics de coopération intercommunale (EPCI) à fiscalité propre doivent avoir un minimum de 15 000 habitants, cette intercommunalité a fusionné avec ses voisines pour former, le 1er janvier 2017, la communauté de communes de Commercy - Void - Vaucouleurs, dont est désormais membre la commune.

### Liste des maires
| Période                                  | Période                       | Identité           | Étiquette | Qualité |
| ---------------------------------------- | ----------------------------- | ------------------ | --------- | ------- |
| Les données manquantes sont à compléter. |                               |                    |           |         |
|                                          |                               |                    |           |         |
| mars 2001                                | mars 2014                     | Guy Panard         |           |         |
| mars 2014                                | mai 2020                      | Jean-Jacques Giron |           |         |
| mai 2020                                 | En cours (au 20 janvier 2024) | Philippe Lardé     |           | Artisan |

## Équipements et services publics

### Enseignement
Les enfants de la commune sont scolarisés à Commercy, à l'école maternelle Jean Rostand puis à l'école primaire des Capucins

## Population et société

### Démographie
L'évolution du nombre d'habitants est connue à travers les recensements de la population effectués dans la commune depuis 1793. Pour les communes de moins de 10 000 habitants, une enquête de recensement portant sur toute la population est réalisée tous les cinq ans, les populations de référence des années intermédiaires étant quant à elles estimées par interpolation ou extrapolation. Pour la commune, le premier recensement exhaustif entrant dans le cadre du nouveau dispositif a été réalisé en 2004.

En 2022, la commune comptait 319 habitants, en évolution de −3,04 % par rapport à 2016 (Meuse : −4,4 %, France hors Mayotte : +2,11 %).
| 1793 | 1800 | 1806 | 1821 | 1831 | 1836 | 1841 | 1846 | 1851 |
| ---- | ---- | ---- | ---- | ---- | ---- | ---- | ---- | ---- |
| 466  | 499  | 487  | 550  | 576  | 535  | 498  | 517  | 522  |

| 1856 | 1861 | 1866 | 1872 | 1876 | 1881 | 1886 | 1891 | 1896 |
| ---- | ---- | ---- | ---- | ---- | ---- | ---- | ---- | ---- |
| 498  | 456  | 413  | 383  | 375  | 387  | 372  | 345  | 363  |

| 1901 | 1906 | 1911 | 1921 | 1926 | 1931 | 1936 | 1946 | 1954 |
| ---- | ---- | ---- | ---- | ---- | ---- | ---- | ---- | ---- |
| 319  | 306  | 340  | 226  | 277  | 247  | 250  | 187  | 236  |

| 1962 | 1968 | 1975 | 1982 | 1990 | 1999 | 2004 | 2006 | 2009 |
| ---- | ---- | ---- | ---- | ---- | ---- | ---- | ---- | ---- |
| 245  | 214  | 226  | 361  | 370  | 343  | 346  | 351  | 319  |

| 2014 | 2019 | 2022 | - | - | - | - | - | - |
| ---- | ---- | ---- | - | - | - | - | - | - |
| 327  | 326  | 319  | - | - | - | - | - | - |

### Manifestations culturelles et festivités
La Brocante,  organisée par Familles rurales de Boncourt, dont la 41e édition a eu lieu en septembre 2023.

## Culture locale et patrimoine

### Lieux et monuments
Boncourt-sur-Meuse compte un monument historique : 
- Jardin du domaine de la Forge de l'ancien site industriel  Inscrit MH (2015)[33] pour la passerelle métallique, le bief et le canal de fuite, l'île avec ses deux pavillons de jardin et le pont situé en amont.

On peut également signaler : 
- Église de l'Invention-de-Saint-Étienne.
- Monument aux morts.
- Stèle commémorative de la Libération de Boncourt, à proximité du monument aux morts[34]
- Croix commémorative de l'abbé Garnier au cimetière.

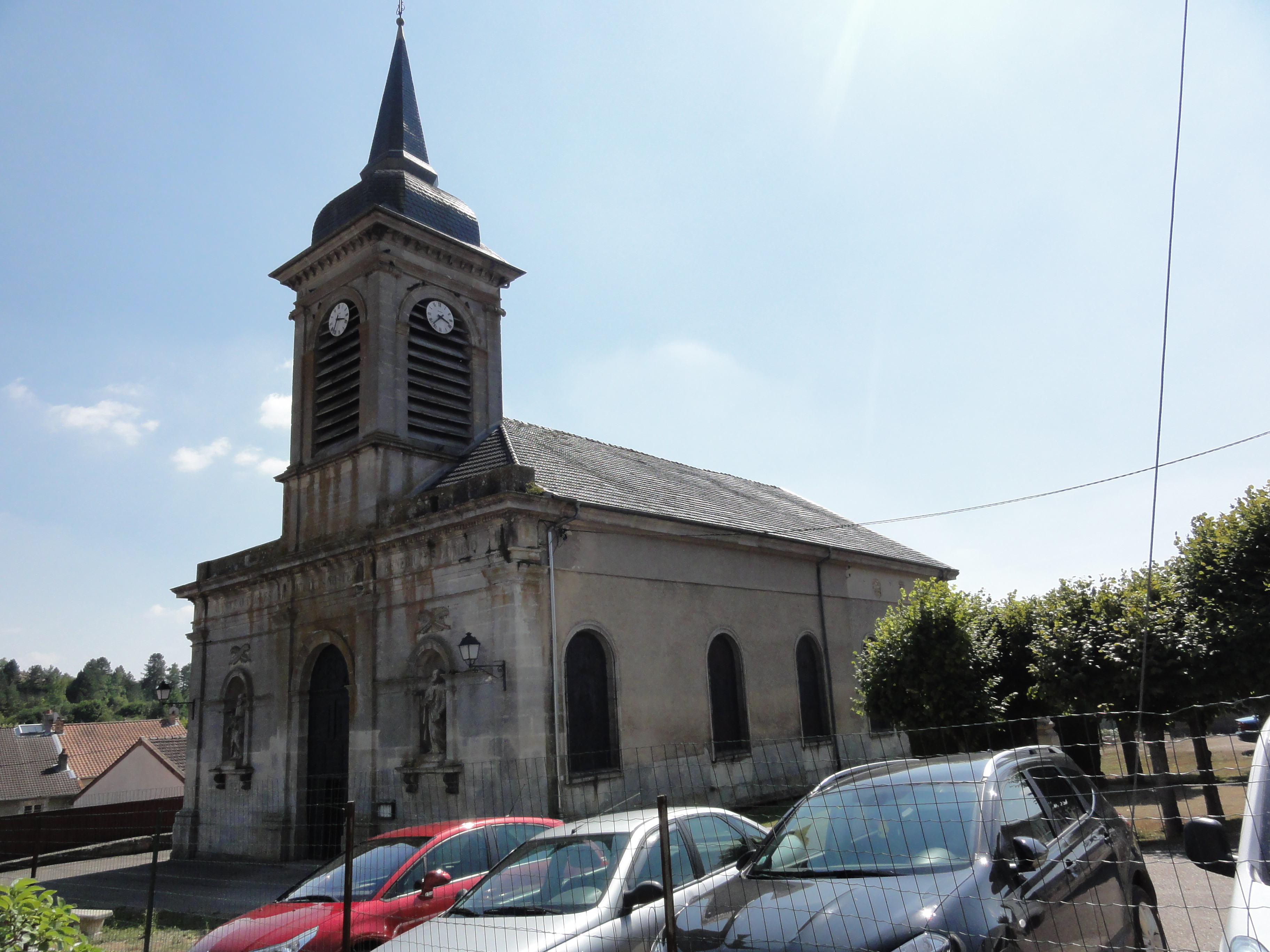
Église de l'Invention-de-Saint-Étienne.
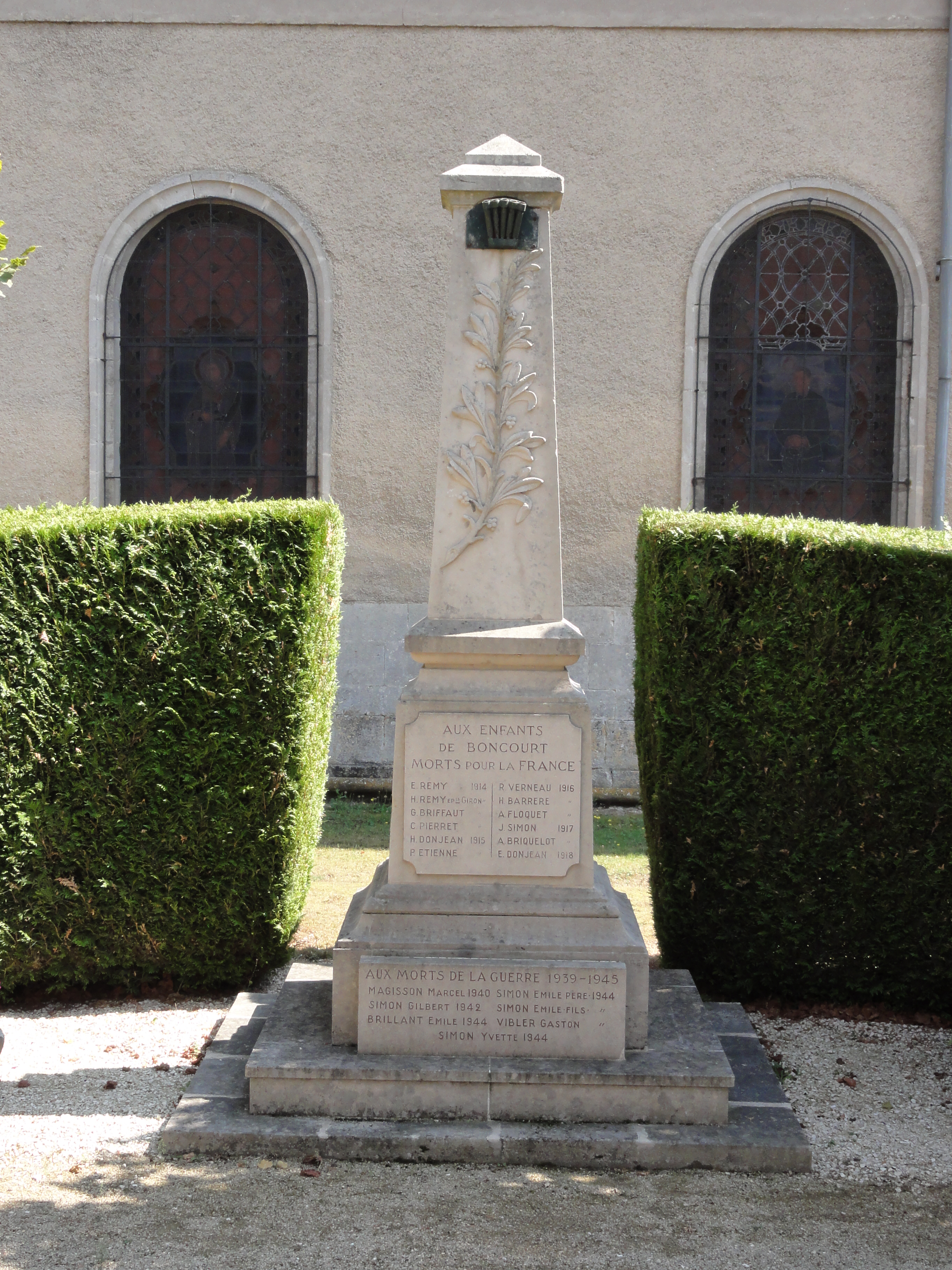
Monument aux morts.
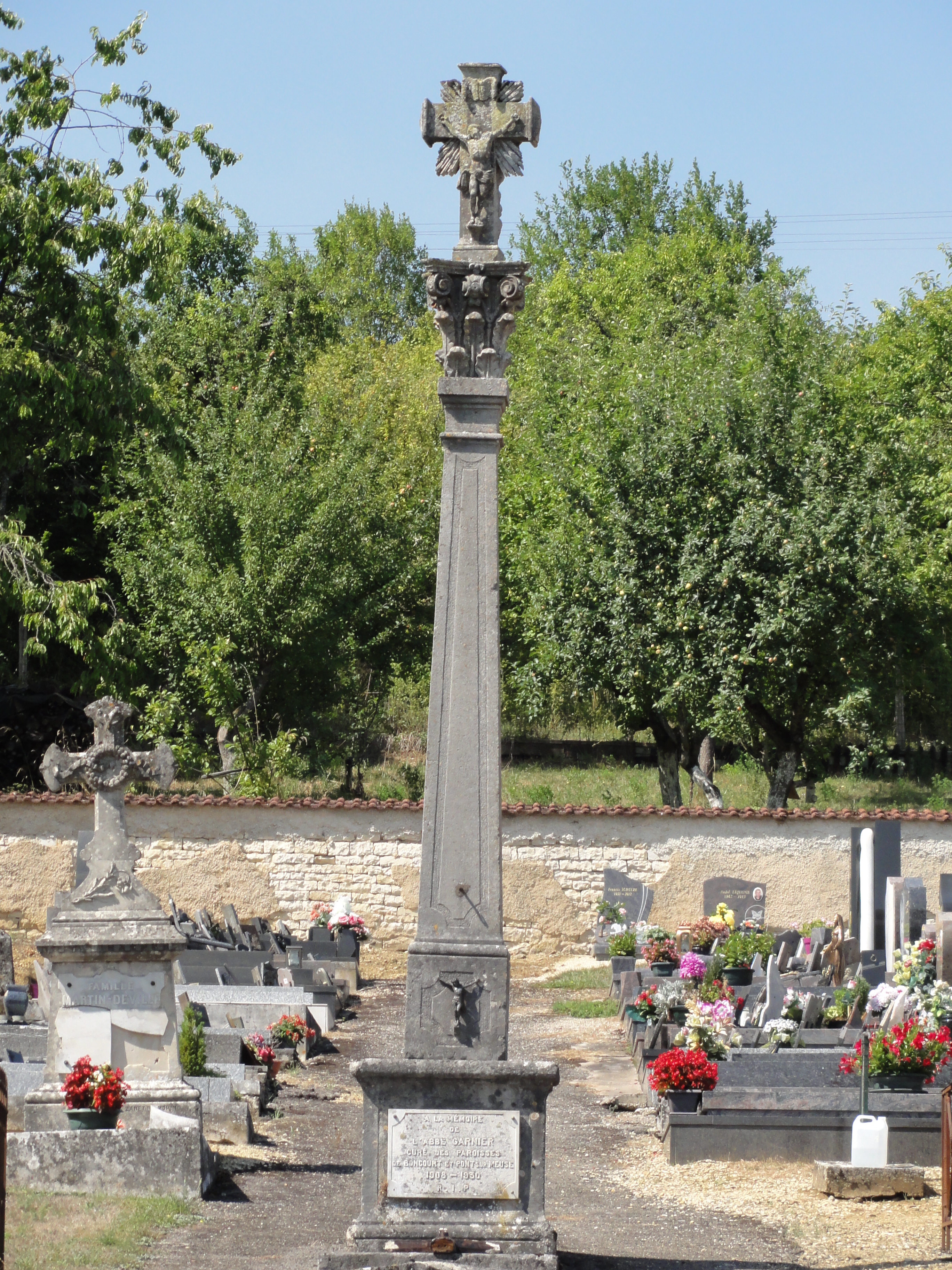
Croix commémorative de l'abbé Garnier.

### Personnalités liées à la commune
- René Charles Élisabeth de Ligniville (1760-1813), général des armées de la République et de l'Empire, y est mort.

### Héraldique
| Blason de Boncourt-sur-Meuse | Blason  | De gueules à trois fasces d'or surmontées d'un labrador arrêté, truffe au sol, une patte levée d'argent. |
| Blason de Boncourt-sur-Meuse | Détails | Le statut officiel du blason reste à déterminer.                                                         |

## Pour approfondir